# Hardy Kayser
Hardy Kayser (* 6. September 1962 in Schleswig-Holstein) ist ein deutscher Musiker, Gitarrist und Songwriter.
Hardy Kayser ist ein freischaffender Gitarrist, der sich durch die musikalische Unterstützung von Künstlern wie etwa Annett Louisan, Ina Müller oder auch der Gustav Peter Wöhler Band auszeichnet. Er verfasste mehrere der von Annett Louisan eingespielten Lieder und ist Musikalischer Leiter der Annett Louisan Band. Dort spielt er verschiedene Gitarren in stilistischer Vielfalt von Fingerpickingstyle bis Leadstimme auf der E-Gitarre.
Weiterhin spielte er bereits mit Ernst Kahl mehrere CDs ein und war lange Jahre Gitarrist bei King Rocko Schamoni. Hardy Kayser brachte sich das Gitarre spielen als Kind selbst bei und studierte kurzzeitig nach seinem Wehrersatzdienst Musikwissenschaften in Hamburg. Darüber hinaus arbeitete Kayser zeitweise mit der aus dem Punk-Rock stammenden Musikerin Claudia González zusammen, der älteren Schwester von Rod González.

## Werke (Auswahl)
- Im Kühlschrank brennt noch Licht (mit Ernst Kahl)
- Täglich Frisch (mit Ernst Kahl)